# Énia Lipanga
Énia Stela Lipanga (Maputo, 1977), conhecida como Énia Wa Ka Lipanga, é uma poetisa, activista, rapper, repórter e agitadora cultural moçambicana.

## Biografia
Lipanga nasceu em Maputo, filha de Cacilda Guibunda e Armindo Maurício, a mais nova de de oito irmãos. Frequentou a Escola Primária Luís Cabral e, posteriormente, a Escola Primária do Jardim. Fez o ensino secundário na Escola Secundária Josina Machel. Estudou depois na Universidade de São Tomás, onde frequentou o curso de Direito e depois Jornalismo na Universidade Pedagógica. O irmão mais velho, Cremildo Lipanga, é jornalista parlamentar.
Iniciou o percurso profissional aos 16 anos, tendo trabalhado em organizações como a rádio Super FM, o portal Folha de Maputo, Irex e o programa de formação de jornalistas Mídia Lab. Colaborou ainda com a Televisão Gungu.
Em 2015 foi uma das organizadoras do Festival Internacional da Cultura 6 Continentes para a promoção da língua portuguesa através da arte e união de laços culturais de países lusófonos.
Em 2018 participou no Festival Mundial de Slam Poetry em Maputo, sendo a fundadora da batalha de slam poetry Moz Slam; nesse mesmo ano foi a representante de Moçambique na V Edição do Encontro de Poetas de Língua Portuguesa.
Em 2019 participou em Burgos na 6ª edição do Festival Internacional “Memória Viva”, considerado um dos principais festivais artístico-culturais de Espanha.
Em Maio de 2022, foi convidada a participar no evento Vozes Africanas na Poesia, na Universidade Federal de Santa Catarina, no Brasil.[carece de fontes?]

## Projectos
É membro do grupo musical feminino de hip hop Revolução Feminina que promove mensagens de respeito e reconhecimento das mulheres e contra o assédio.
Fundou o projecto cultural Palavras são palavras, que promove a literatura através da poesia, do canto e do teatro. Também colabora com a associação moçambicana H2N que se dedica a dar informação sobre saúde e nutrição à população de Moçambique e participa em actividades de promoção dos direitos da mulher organizadas pelo Fórum Mulher.
Lidera o projecto "Turbante-se", que promove o uso do lenço de cabeça, para preservar o seu legado cultural. No âmbito deste projecto faz oficinas de ensino da colocação do turbante, incluindo em departamentos de oncología, a mulheres em tratamento de quimioterapia.
É Também mentora do projecto cultural IncluArte, uma iniciativa que procura a participação e inclusão das pessoas cegas e surdas na vida cultural.

## Activismo
Em 2019, foi seleccionada para incorporar o primeiro fórum do colectivo de activistas socialis Uqhagamishelwano, que luta contra práticas sociais nocivas. Lipanga é a representante africana neste grupo. 

## Publicações
Lipanga apresentou seu primeiro livro, Sonolência e alguns rabiscos, que versa sobre o amor, o género e a inclusão, em 2020 no dia no dia Mundial do Braille (4 de janeiro). Este é o primeiro livro de poesia publicado em braille em Moçambique.
Em 2021, publicou Para Enxugar as Nódoas dos Meus Olhos.
Seu terceiro livro, Ensaios da partida, uma colectanea de 62 poemas, foi apresentado no dia 2 de novembro de 2023.